# Veias retais inferiores
As veias retais inferiores são veias da pelve.